# 阿納康達 (密蘇里州)
阿納康達（英語：Anaconda），又名德賴布蘭奇（Dry Branch）、莫雷爾頓（Morrellton），是位於美國密蘇里州富蘭克林縣的非建制地區。

## 歷史
阿納康達的郵局於1858年設立，其後於1953年停運。當地於1925年時共有人口110人。

## 地理
阿納康達所處的海拔為高於海平面256米（即840英呎），而該地所採用的時區為UTC-6，即北美中部時區（CST）。同時該地設有夏令時間，為UTC-6調快一小時，即UTC-5（CDT）。